# Awaitlala
Awaitlala (A'wa'etlala) /"those inside the inlet"/ pleme Kwakiutl ili Kwakwaka'wakw Indijanaca, porodica Wakashan, s Knight Inleta u kanadskoj provinciji Britanska Kolumbija. Glavno središte bio im jer 'grad' Kwatsi.
Awaitlale danas žive ujedinjeni s plemenom Tenaktak (Da'naxda'xw), plemenom što je živjelo u njihovom susjedstvu, također s Knight Inleta, a zajednički se nazivaju Da'Naxda'xw/Awaetlala Nation ili Da'naxda'xw First Nation i dio su šire zajednice Winalagalis. Glavno naselje ove zajednice je Tsatsisnukwomi. Potomci Awaitlala danas žive na rezervatima Ahnuhati 6, Dead Point 5, Freda Point 4, Keogh 2, Kwatse 3, Sim Creek 5 i Tsawwati 1.

## Vanjske poveznice
- Kwakiutl Indian Tribe History